# Star Trek: Stanice Deep Space Nine
Star Trek: Stanice Deep Space Nine (též Star Trek: Hluboký vesmír devět, v anglickém originále Star Trek: Deep Space Nine) je americký sci-fi televizní seriál, v pořadí čtvrtý z řady seriálů ze světa Star Treku. Jeho autory jsou Rick Berman a Michael Piller. Premiérově vysílán byl v letech 1993–1999 v syndikaci, celkem vzniklo 176 dílů v sedmi řadách. Děj Stanice Deep Space Nine je zasazen do let 2369–2375 a sleduje příběh vesmírné stanice Deep Space Nine, která se nachází u planety Bajor, jež právě získává samostatnost po desítkách let cardassijské okupace. Posádka stanice také nedaleko objeví ústí červí díry do gama kvadrantu, čímž se Deep Space Nine i samotný Bajor stávají strategickými místy. Stanice je pod správou Spojené federace planet a velí ji komandér Benjamin Sisko (Avery Brooks), jeho zástupkyní je Bajoranka, major Kira Nerys (Nana Visitorová).

## Příběh
Stanice Terok Nor za okupace Bajoru Cardassiany používána jako zařízení na zpracování rudy. Když se cardassijská armáda stáhla a správu stanice převzala Federace, dostala i nové jméno Deep Space Nine. Zůstala by nezajímavou hraniční základnou, kdyby krátce poté nebyla poblíž objevena první stabilní červí díra vedoucí do gama kvadrantu. Takto se stala velmi významným strategickým i obchodním bodem, kde se setkávali zástupci všech možných ras.
První dvě řady seriálu probíhají poklidně (až na několik přeshraničních konfliktů, do kterých bývají často zapletení Cardassiané), během třetí ovšem dojde ke kontaktu s Dominionem, říší z gama kvadrantu. Vzhledem ke zjevné nebezpečnosti Dominionu je do té doby téměř bezbranná stanice těžce vyzbrojena, posádka má k dispozici i bitevní loď USS Defiant (NX-74205). Otevřená válka vypukne na konci páté řady a pokračuje po celou šestou a sedmou řadu. Po boku Federace se do ní zapojí Klingoni, zatímco Cardassiané (a později i Breenové) se připojí k Dominionu. Romulané zůstávají poměrně dlouhou dobu oficiálně neutrální, přestože dovolují dominionským lodím využívat svůj vesmírný prostor k transportu zbraní a vojáků.

## Obsazení
- Avery Brooks (český dabing: Daniel Dítě [1.–3. řada], Libor Hruška [AXN]) jako komandér Benjamin Sisko
- Rene Auberjonois (český dabing: Maxmilian Hornyš [1. řada], Jaroslav Kuneš [2.–3. řada Prima], Marcel Vašinka [AXN]) jako Odo
- Terry Farrellová (český dabing: Drahomíra Kočová [1.–3. řada], Eliška Nezvalová [AXN]) jako poručík Jadzia Dax (1.–6. řada)
- Cirroc Lofton (český dabing: Pavel Vacek [1. řada], Tomáš Herfort [2.–3. řada Prima], Oldřich Hajlich [AXN]) jako Jake Sisko
- Colm Meaney (český dabing: Zdeněk Dvořák [1. řada], Zdeněk Junák [2.–3. řada Prima], Pavel Šrom [AXN]) jako náčelník Miles O'Brien
- Armin Shimerman (český dabing: Zdeněk Bureš [1.–3. řada], Tomáš Juřička [AXN]) jako Quark
- Alexander Siddig (český dabing: Ladislav Běhůnek [1. řada], Ladislav Cigánek [2.–3. řada Prima], Michal Holán [AXN]) jako doktor Julian Bashir
- Nana Visitorová (český dabing: Aranka Lapešová [1. řada], Jana Musilová [2.–3. řada Prima], Apolena Veldová [AXN]) jako major Kira Nerys
- Michael Dorn (český dabing: Jiří Schwarz) jako nadporučík Worf (4.–7. řada)
- Nicole de Boerová (český dabing: Jitka Moučková) jako praporčík Ezri Dax (7. řada)

## Vysílání
| Řada | Díly | Premiéra v USA | Premiéra v USA  | Premiéra v ČR  | Premiéra v ČR     |
| Řada | Díly | První díl      | Poslední díl    | První díl      | Poslední díl      |
| ---- | ---- | -------------- | --------------- | -------------- | ----------------- |
| 1    | 20   | 3. ledna 1993  | 20. června 1993 | 30. dubna 1994 | 28. srpna 1994    |
| 2    | 26   | 26. září 1993  | 12. června 1994 | 7. ledna 1996  | 30. června 1996   |
| 3    | 26   | 26. září 1994  | 19. června 1995 | 22. února 1998 | 23. května 1998   |
| 4    | 26   | 2. října 1995  | 17. června 1996 | 2. dubna 2012  | 30. května 2012   |
| 5    | 26   | 30. září 1996  | 16. června 1997 | 1. června 2012 | 30. července 2012 |
| 6    | 26   | 29. září 1997  | 17. června 1998 | 1. srpna 2012  | 28. září 2012     |
| 7    | 26   | 30. září 1998  | 2. června 1999  | 8. ledna 2013  | 19. února 2013    |

## Odvozená díla
Obdobně jako z ostatních seriálů Star Treku, i ze Stanice Deep Space Nine vznikla řada odvozených děl – knih, komiksů i počítačových her. Knižní série Star Trek: Deep Space Nine obsahuje přes 80 románů.